# 秋山智史
秋山 智史（あきやま ともふみ、1935年8月13日 - ）は、日本の経営者。富国生命保険社長、会長を務めた。

## 経歴・人物
東京都出身。1959年に早稲田大学法学部を卒業し、同年に富国生命保険に入社。1984年7月に取締役に就任し、1989年3月に常務を経て、1998年7月に社長に就任した。2010年7月に会長に就任。
2013年4月に旭日中綬章を受章。